# Схарбекское кладбище

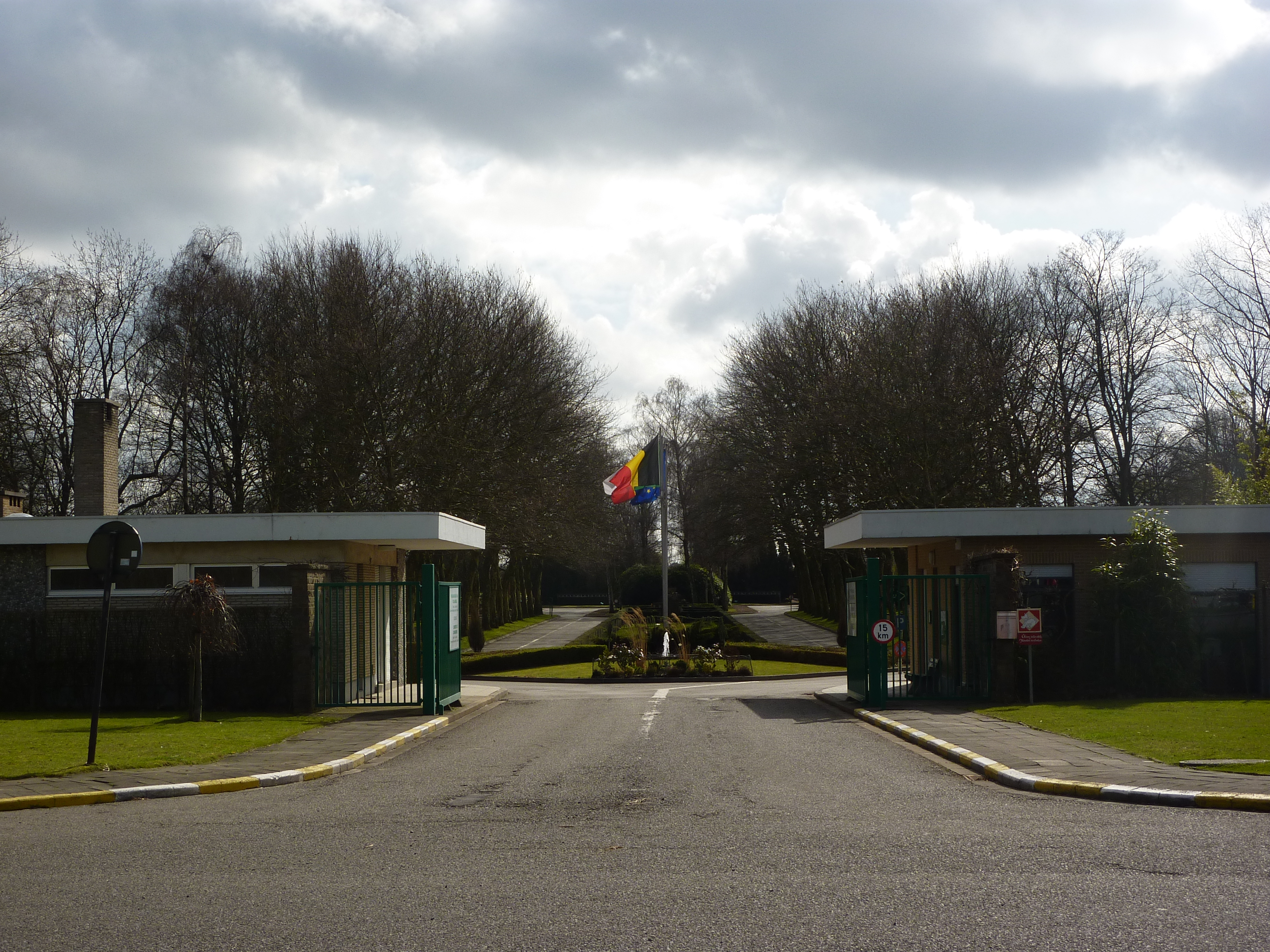
Вход на Схарбекское кладбище

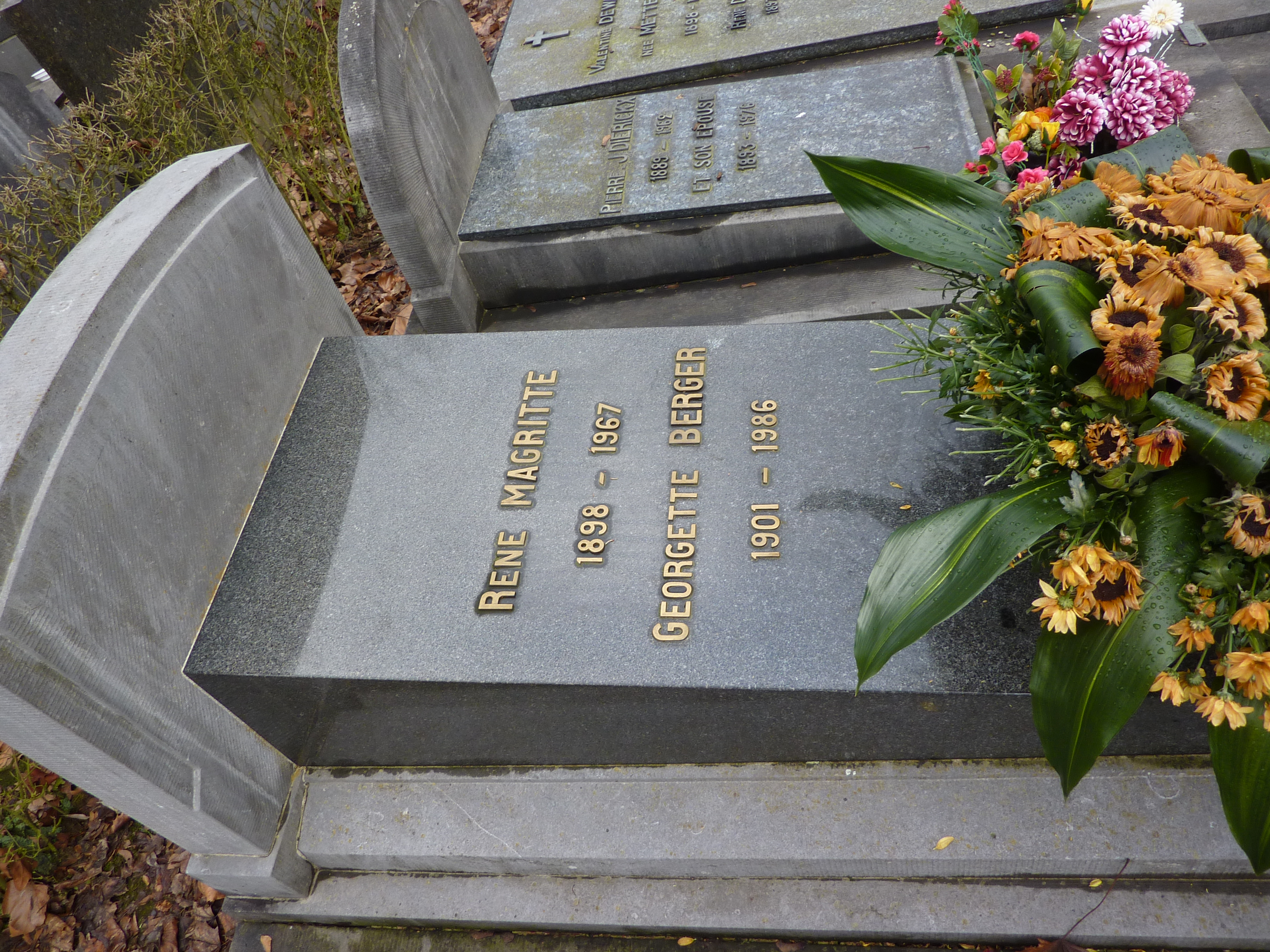
Могила Рене Магритта и его супруги

Сха́рбекское кладбище (Новое Схарбекское кладбище фр. Nouveau Cimetière de Schaerbeek, нидерл. Nieuw kerkhof van Schaarbeek) — кладбище в Схарбеке в Брюссельском столичном регионе. Кладбище частично захватывает территории соседнего Эвере и Синт-Стевенс-Волюве в Завентеме во Фламандском Брабанте. Находится рядом с Брюссельским и Эверским кладбищами. На Схарбекском кладбище похоронены многие выдающиеся личности, в том числе художник Рене Магритт и его супруга Жоржетта Бергер, премьер-министр Бельгии Анри Жаспар и бельгийский путешественник Камбье.